# Паллада (крейсер, 1907)
Створення Паллада (крейсер, 1907)
Паллада — російський панцерний крейсер з часів 1-ї світової війни, типу «Баян». Він був другим російським крейсером, який мав назву «Паллада» (pochodzącą od Афіни Паллади), після бронепалубного крейсера «Паллада» (1899) часів російсько-японської війни. Входив до складу Балтійського флоту, був потоплений на початку війни 11 жовтня 1914 року німецьким підводним човном U-26.

## Будівництво
«Паллада» був одним із вдосконалених бронепалубних крейсерів типу «Баян», призначених для російського флоту у Франції, прототипом якого був «Баян» (1900), замовлений 1898 році. Успішні операції цього корабля поблизу Порт-Артура під час російсько-японської війни та втрати російського флоту під час цієї війни призвели до замовлення ще одного корабля у Франції («Адмірал Макаров») і рішення про будівництво ще двох кораблів цього типу в Росії 10 листопада 1904 (дати в цьому розділі за старим стилем). 2 квітня 1905 року обидва крейсери були додані до списку флоту; отримали назви «Паллада» і «Баян» (1907) (II) на честь загиблих під Порт-Артуром крейсерів.
Роботи над обома крейсерами велися паралельно на Адміралтейській верфі в Санкт-Петербурзі («Паллада» була побудована на відкритому стапелі верфі). Будівництво стапеля почалося 4 травня 1905 року. Договірна вартість будівництва корпусу «Паллади» становила 9 927 348 рублів; машини виробництва Товариства франко-російських робіт — 3 035 000 рублів. Будівництво велося за планами вдосконаленого крейсера, отриманого з Франції типу Баян – «Адмірала Макарова», але верф внесла в них незначні зміни, частково через відсутність детальних креслень конструкції.
Офіційне введення в експлуатації крейсера «Паллада» було 28 жовтня 1906 р. (старий стиль дати). Готовність корабля спочатку планувалася на вересень 1907 року, але його завершення значно затягнулося, частково через затримки з постачанням техніки та бронетехніки від заводу. 14 вересня 1909 року крейсер «Паллада» розпочав кампанію, після чого переїхав до Кронштадту для дообладнання. 1 червня 1910 року були проведені випробування на швидкість, під час якого була досягнута середня швидкість — 21 вузол (максимальна, при слабкому вітрі, 22,3 в.). 2 лютого 1911 року, після подальших випробувань і виправлень, було підготовлено офіційне свідоцтво про прийняття корабля.
При будівництві розглядалися перепроєктування корабля на парові турбіни і окреме переозброєння у вигляді заміни всіх 75-мм гармат на 4 152-мм гармати або 10 100-мм гармат, але ці плани не було прийнято до реалізації. З кінця 1913 року розглядалося експериментальне оснащення «Палади» пусковою установкою гідроплана, але жодних планів такої модифікації не було розроблено до початку війни.

## Конструкція
Основне озброєння у вигляді двох 203-мм гармат з довжиною ствола 45 калібрів (L/45) розміщувалося у двох одно гарматних вежах на носовій і кормовій палубах, по поздовжній осі корабля. Кут підйому ствола становив 22°. При куті 18° дальність польоту осколково-фугасного снаряда вагою 87,73 кг становила 13,1 км, а напівброньованих снарядів вагою 106,9 кг – 15,9 км (використовувалися й інші снаряди). Боєприпас становив 110 снарядів на гармату. Середня артилерія складалася з восьми 152-мм гармат L/45 системи Кане, розміщених у броньованих казематах по боках. Допоміжне озброєння включало 22 x 75-мм гармати L/50 Canet — по 11 з кожного борту, зокрема чотири в броньованих казематах посередині, одна в бортовій позиції на кормі (в адміральській каюті) і шість на палубі, із захисними щитами. Вони використовувалися для вогню прямою наводкою далекоміра з оптикою Barr & Stroud на базі 4,5 фунтів (1372 мм), які перед війною були замінені на 9 футів (2743 мм).

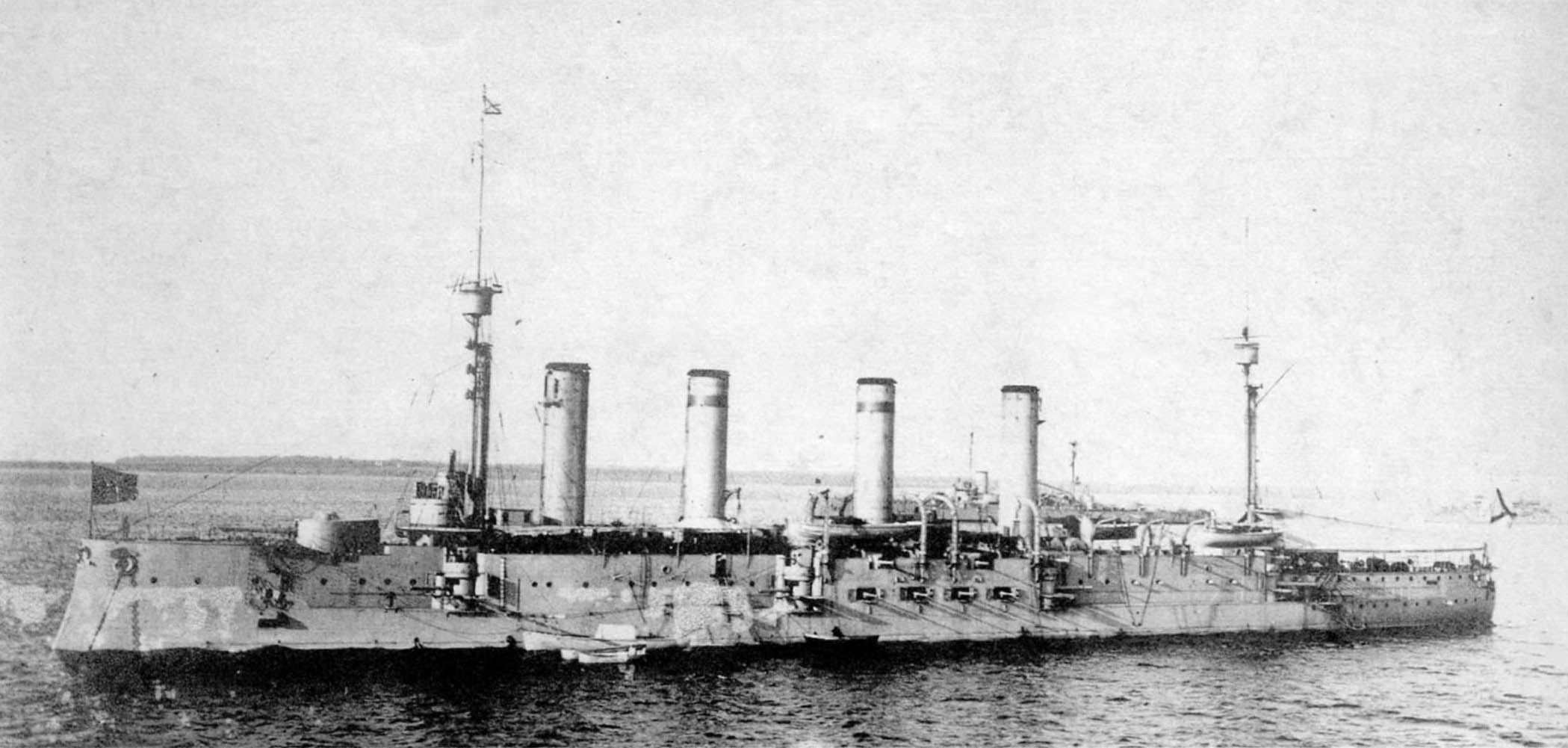
«Паллада» у 1911—1914 рр.

Корабель мав два підводних стаціонарних торпедних апарати калібру 450 мм, розміщені в бортах, з запасом 6 торпед (включаючи дві навчальні торпеди).
Вертикальну броню було виготовлено з Круппівської броні. Бортова броня включала основний броньовий пояс на ватерлінії, що простягався від носової частини позаду кормової вежі, з максимальною товщиною 175 мм на міделі, зменшуючись до 100 мм до носової та кормової частини та зменшуючись у нижній частині поясу. Над головною хордою була коротша верхня хорда товщиною 50 мм посередині; Гарматні каземати над ним мали таку ж товщину броні. Внутрішня броньована палуба мала товщину 30 мм. Гарматні вежі мали 132 мм вертикальної броні (дах 44 мм), а командна башта мала броню 136 мм (дах 75 мм).
Привід складався з двох чотирициліндрових вертикальних двигунів потрійного розширення, які приводили в дію один гвинт безпосередньо, загальною зазначеною потужністю 16 500 к. с. Пари для машин давало 26 водотрубних котлів системи Бельвіль, що розподілені по чотирьох котельнях. Вихлопні гази виводилися через чотири високі, прямі, широко розташовані димові труби. Запас палива (вугілля) – становив 750 тонн, максимум 1000 тонн.
Другий крейсер російської побудови «Баян» (II) був дуже схожий на «Палладу». Основною візуальною відмінністю в нього був ходовий місток над командною вежею: крейсер «Паллада» мав місток із легкими знімними стінами, а «Баян» тільки вітрильну кришку з вікнами (навігаційний місток використовувався лише поза боєм, тому що він частково закривав поле зору турелі далекоміра позаду нього). Серед елементів конструкції та обладнання, що відрізняють їх від двох інших кораблів французької побудови, вони отримали значно більшу броньовану командну вежу (шириною 4,57 м), оснащену, як новинка на російських кораблях, далекомірною вежею на даху. Кораблі російської побудови мали дві високі щогли зі спостережними пунктами для управління вогнем, які вперше застосовувалися на російському флоті. Незвичайною особливістю цих щогл було те, що спостережний пункт теоретично піднімався разом з рухомою стеньгою щогли з 25,3 м над водою в похідному положенні до 30,5 м в бойовому положенні. Однак це рішення виявилося невдалим на практиці через вібрацію, і стеньги були знерухомлені в нижньому положенні. На кораблях було три прожектора діаметром 75 см, у тому числі два на крилах містка і один на платформі на кормовій щоглі. Протиторпедних сіток не мали. Кораблі мали якорі Холла. До корабельних човнів «Паллади» входило: один паровий катер, один моторний катер (довжина 9,75 м) і 8 гребних човнів різних розмірів.

## Історія служби
Дати за григоріанським календарем, у дужках — за юліанським (старий стиль)

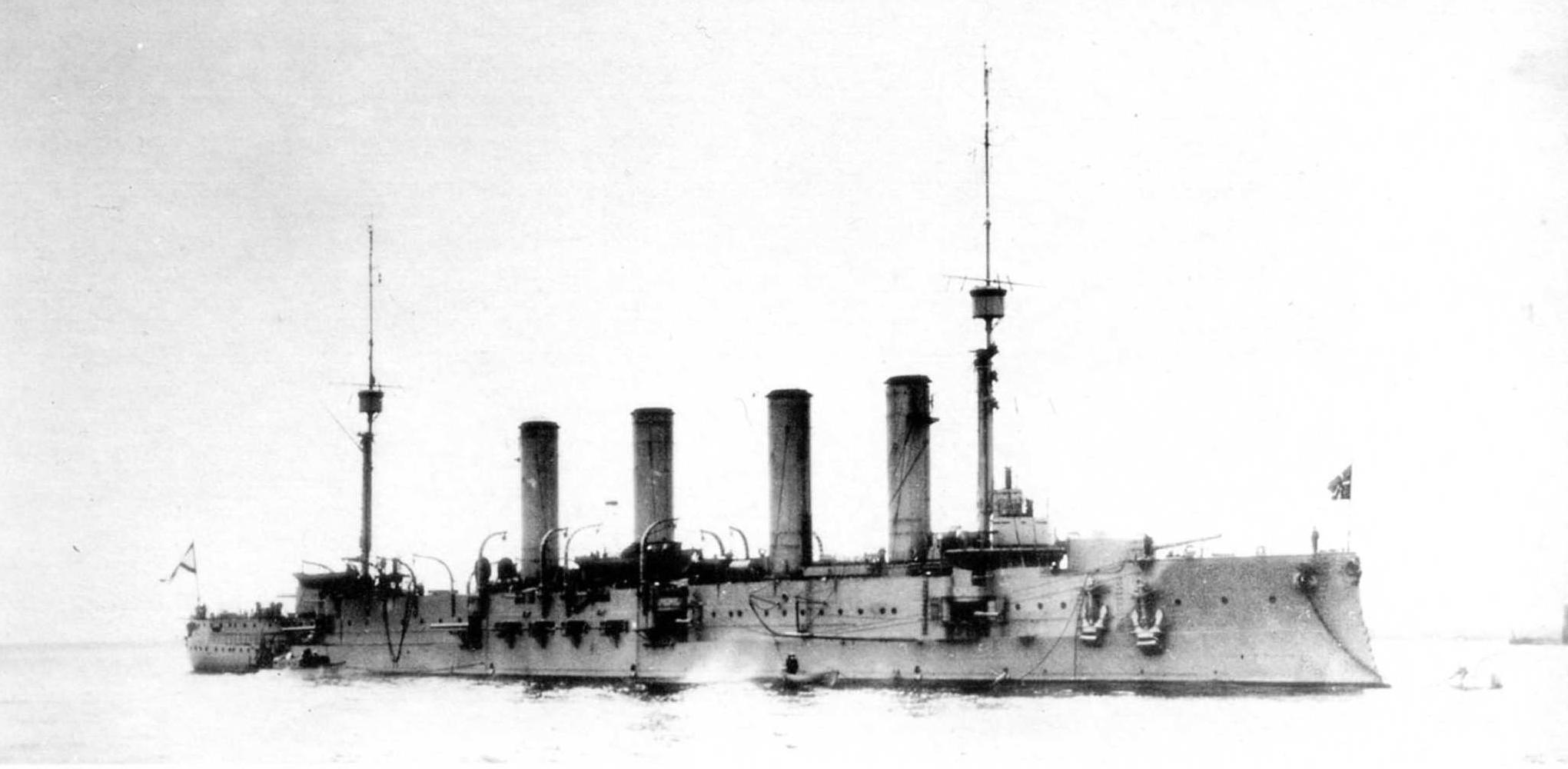
«Паллада» у 1911—1914 рр.

1911 року всі три крейсера типу «Баян» увійшли до складу новосформованої крейсерської бригади Балтійського флоту в Ревелі (пізніше 1-а бригада). У мирний час кораблі брали участь у походах від весни до зими, а взимку їх виводили до збройного резерву через льодову обстановку. У червні-липні 1911 року кораблі ескадри приймали в Кронштадті ескадру американських лінійних кораблів. У вересні «Паллада» разом з крейсерською бригадою та іншими кораблями відвідали Кьоге в Данії. 24-28 (11-15) вересня 1912 «Паллада» у складі ескадри головних сил Балтійського флоту перебувала в Копенгагені (Данія) у зв'язку з візитом туди вдовуючої імператриці Марії Федорівни та з нагоди дня народження її племінника, короля Крістіана X
. У вересні 1913 року «Паллада» з головокомандувачами Балтійського флоту відвідала Портланд, Брест i Ставангер
. Командиром корабля спочатку був командир А. Г. Бутаков І, а з 1913 — командор Сергій Магнус.
Після початку Першої світової війни броненосні крейсери 1-ї бригади здійснювали нагляд і патрулювання перед входом до Фінської затоки на випадок спроби німецьких кораблів глибше проникнути в бухту. 10 серпня (28 липня) 1914 року «Паллада» у складі флоту вийшла в море в готовності, щоб, можливо, знищити шведські кораблі в разі вступу Швеції у війну, але наступного дня операція була скасована головнокомандувачем російської армії (Швеція залишалася нейтральною у війні).
26 (13) серпня 1914 року, отримавши звістку про наїзд німецького легкого крейсера «Магдебург» на скелі біля острова Оденсхольм, «Паллада» і «Богатир» вийшли з Балтійського порту і обстріляли крейсер та есмінець. V 26, який приймав свій екіпаж був пошкоджений одним снарядом і після цього відійшов. В результаті «Магдебург» був підірваний, після чого росіяни захопили викинуті з корабля у воду німецькі кодові книги, які потім були передані Великобританії і згодом дозволили зчитувати німецькі коди. Крейсери вбили 35 і поранили 17 членів екіпажу на обох кораблях.
6 вересня (24 серпня) наглядові «Паллада» та «Баян» виявили наближення переважаючих німецьких сил, після чого відійшли на центральну артилерійсько-мінну позицію в напрямку Ревеля, будучи безрезультатно обстріляними броненосним крейсером «Blücher».
25 (12) вересня всі три крейсера типу «Баян» і флагманський бронепалубний крейсер «Рюрик» здійснили розвідувальний похід до гирла Фінської затоки, не зустрівши німецьких кораблів. 27-29 (14-16) вересня «Паллада» і «Рюрик» під прапором адмірала Ессена здійснили тривалий розвідувальний похід до Готланду, не натикаючись на суперника.

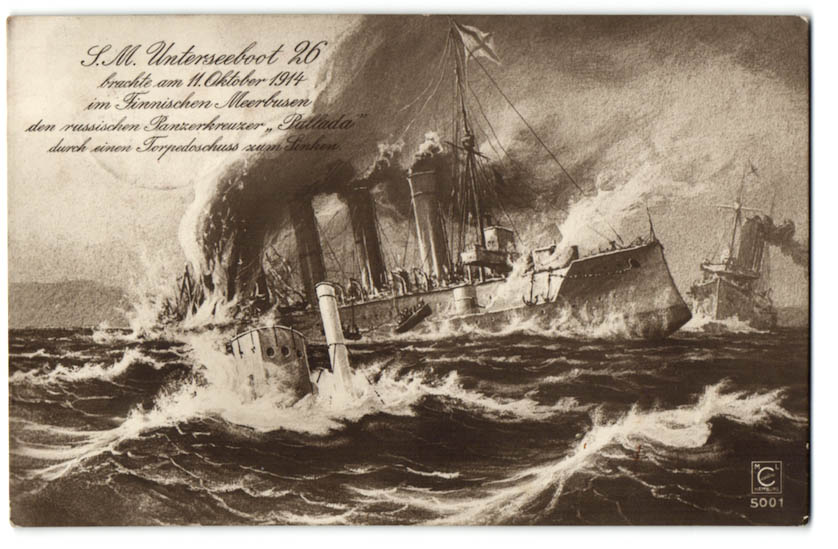
Картина затоплення «Паллади», зображена на німецькому конверті

11 жовтня (28 вересня) 1914 року об 11.30 (за берлінським часом) «Паллада» була атакована торпедою німецького підводного човна SM U-26, що повертався з чергування в Ревель. Торпеда влучила в центральну частину лівого борту і викликала вибух боєприпасів, а потім і котлів, після чого, впродовж двох хвилин, корабель затонув на місці 59°36′30″ пн. ш. 22°49′00″ сх. д. / 59.60833° пн. ш. 22.81667° сх. д.. Незважаючи на присутність крейсера «Баян», який йшов слідом за «Палладою» та подальше прибуття міноносців, нікого з екіпажу (594 особи) не вдалося врятувати, враховуючи 29 офіцерів та командира С. Магнуса. Оскільки вцілілих не було видно, «Баян» утримав свій човен і відійшов, обстрілюючи передбачувану позицію підводного човна, який не повторив атаку.
2012 року стало відомо, що у 2000 році фінські дайвери виявили уламки «Паллади», які лежали на глибині 60 метрів.

Хоча «Баян» був успішним типом броненосного крейсера помірних розмірів на рубежі XIX—XX ст., до того часу, коли були замовлені інші кораблі цього типу, включаючи «Палладу», він уже був застарілим, особливо якщо враховувати тривалий час розробки кораблів цього типу, побудованих в Росії. Тим не менш, кораблі цього типу несли активну і корисну службу під час Першої світової війни, хоча «Паллада» була потоплена підводним човном незабаром після початку війни, таким чином розділивши долю кількох броненосних крейсерів інших країн, загиблих таким же чином, що свідчить про нову реальну загрозу для великих кораблів
.